# Centre hospitalier de Thiers
Le centre hospitalier de Thiers est un centre hospitalier français situé sur la commune de Thiers dans le département du Puy-de-Dôme en région Auvergne-Rhône-Alpes.
Ouvert au public en 1988 à la suite du déménagement de ses locaux du vieil hospice vers des bâtiments plus grands et neufs, le centre hospitalier se situe en dehors de l'agglomération thiernoise, proche du quartier du Fau.

## Localisation
Le centre hospitalier est situé dans le département français du Puy-de-Dôme, sur la commune de Thiers. Construit en dehors de l'agglomération de Thiers sur un terrain avec peu de relief, il se rapproche du quartier du Fau. L'hôpital offre des points de vue sur la chaîne des Puys et la plaine de la Limagne grâce à sa position en surplomb.

## Offre de soins et activité
Il est le huitième pôle hospitalier auvergnat pour la fréquentation en MCO derrière Clermont-Ferrand, Montluçon, Vichy, Le Puy, Aurillac, Moulins, à égalité avec Riom et devant Issoire, Saint-Flour, Brioude et Ambert.
La ville dispose d'un centre hospitalier public d'une capacité de 427 lits qui se répartissent entre les services de médecine, chirurgie, obstétrique, soins de suite, longs séjours et psychiatrie. La maison de retraite du Belvédère qui en dépend accueille 75 résidents et 63 places sont disponibles en hôpital de jour et en soins à domicile.
L'institut de formation d'aides-soignants (IFAS) du centre hospitalier de Thiers peut accueillir 25 élèves. Le centre médico-psychologique pour enfants, installé rue Mancel-Chabot, assure les consultations de pédopsychiatrie et le relais santé de la rue du Pirou aide les personnes en situation précaire à prendre en charge leurs problèmes de santé physiques ou psychologiques.
|             | 2004 | 2005 | 2006 | 2007 | 2008 |
| ----------- | ---- | ---- | ---- | ---- | ---- |
| Médecine    | 3788 | 4176 | 4581 | 4369 | 4224 |
| Chirurgie   | 1168 | 1242 | 1210 | 1160 | 1265 |
| Obstétrique | 503  | 543  | 704  | 822  | 790  |
| Total       | 5459 | 5952 | 6495 | 6351 | 6279 |

Pour 2009, le centre hospitalier de Thiers comptabilise 12 278 passages aux urgences et 571 sortis SMUR, 23 688 consultations externes, 492 naissances, 2 650 interventions au bloc opératoire, et réalise 5 193 scanners et 1 659 échographies. C'est aujourd'hui le plus gros employeur de la ville avec plus de 620 agents.

## Aire de recrutement
En 2008, l'établissement thiernois accueille 46 % des séjours à l'hôpital des habitants de la zone qui comprend les communes de Thiers, d'Escoutoux et de Dorat. Pour la médecine, le chiffre monte à 54 %. Le taux de fuite des patients et plus important pour la chirurgie puisque seulement 27 % des séjours se font « sur place » dans cette spécialité. En revanche, en obstétrique, la patientelle locale est mieux fixée et 77 % des séjours sont effectués à Thiers.
|             | Thiers | Saint-Rémy | Celles | Courpière | Lezoux | Maringues | Puy-Guillaume | Noiretable | Olliergues | Cunlhat | Job    | Ambert |
| ----------- | ------ | ---------- | ------ | --------- | ------ | --------- | ------------- | ---------- | ---------- | ------- | ------ | ------ |
| Médecine    | 54,0 % | 53,0 %     | 50,0 % | 52,0 %    | 28,0 % | 12,0 %    | 23,0 %        | 16,0 %     | 39,0 %     | 28,0 %  | 14,0 % | 6,0 %  |
| Chirurgie   | 27,0 % | 17,0 %     | 24,0 % | 21,0 %    | 12,0 % | 6,0 %     | 10,0 %        | 3,5 %      | 18,0 %     | 12,0 %  | 7,4 %  | 3,7 %  |
| Obstétrique | 77,0 % | 78,0 %     | 64,0 % | 71,0 %    | 32,0 % | 17,0 %    | 47,0 %        | 22,0 %     | 50,0 %     | 51,0 %  | 61,0 % | 56,0 % |
| Total       | 46,0 % | 41,0 %     | 41,0 % | 41,0 %    | 22,0 % | 10,0 %    | 19,0 %        | 12,0 %     | 32,0 %     | 23,0 %  | 14,0 % | 7,0 %  |

La fréquentation de l'établissement thiernois donne une assez bonne idée de l'attraction qu'exerce la ville sur les communes environnantes.
La montagne thiernoise est traditionnellement très liée avec la cité coutelière, ainsi que Courpière. Le secteur de Puy-Guillaume se partage entre Vichy, Clermont et Thiers. Lezoux est davantage tourné vers la capitale régionale et Maringues entretient des relations relativement faibles avec son chef-lieu d'arrondissement.
Thiers attire une partie des patients du Nord de l'arrondissement d'Ambert et, dans une moindre mesure, du secteur de Noirétable dans la Loire.
Mais seule la maternité thiernoise a véritablement une attraction forte et assez étendue.

## Historique et perspectives
L'hôpital de Thiers naît véritablement au XVIIe de la réunion de trois établissements préexistants : l'hôtel-Dieu vieux de la Charité, de fondation ancienne et administré par le chapitre de Thiers, l'hôtel-Dieu neuf  de la Trinité, du milieu du XVIe, administré par la municipalité et l'hôtel-Dieu neuf de la Charité, du milieu du XVIIe. Ses établissements de charité accueillent les nécessiteux et leur assurent des soins médicaux rudimentaires. Ils prennent aussi en charge les orphelins et leur donnent une formation professionnelle.
L'hôpital général, fondé par lettres de patente du 9 janvier 1668 ouvre ses portes le 15 avril 1669. Au-delà de leurs aspects caritatifs, les hôpitaux de l'époque servent aussi à débarrasser les villes de leurs indigents, ce qui est fait sans ménagement à Thiers, dès les premiers jours de fonctionnement de l'établissement.
L'hôpital thiernois, demeurera jusqu'aux années 1980 dans l'actuelle rue Mancel-Chabot, dans des locaux essentiellement bâtis au XVIIIe.
En 1988, le nouvel hôpital de Thiers s'installe au Fau, sur un site qui accueille déjà le service de psychiatrie. En 2006, le service de longs séjours emménage dans ses nouveaux locaux. Depuis 2012, de nouveaux bâtiments accueillent les services de psychiatrie et l'addictologie.
En décembre 2009, la formation du Groupement de coopération sanitaire Thiers - Ambert concrétise le rapprochement des établissements des deux villes. Les équipes médicales sont mises en commun pour devenir plus attractives pour les praticiens, et permettre de pérenniser la chirurgie et de développer d'autres activités.